# أليكساندر يانسن دا سيلفا
أليكساندر يانسن دا سيلفا (16 يناير 1987 بالبرازيل - ) هو لاعب كرة قدم بلجيكي في مركز الدفاع. لعب مع ستاندارد لييج ونادي كلوب بروج وK.S.V. Oudenaarde ‏ وRoyale Union Tubize-Braine ‏.

## وصلات خارجية
- أليكساندر يانسن دا سيلفا على موقع قاعدة بيانات كرة القدم.إي يو (الإنجليزية)